# Channel-a
『Channel a』（チャンネル エー）は、 エイベックス所属のアーティストが出演し、1998年10月1日から2009年9月24日まで放送された音楽番組。テレビ神奈川（tvk）制作で、全国各地で主に深夜のローカル枠を中心に放送された。

## 概要
1998年に番組開始。バラエティーコーナーから、アーティストへの密着ドキュメントなど、様々なコーナーを放送するバラエティー形式の音楽番組。
総合MCは不定期に変更されており、2008年4月からふかわりょうと三船美佳がMC、茂木淳一と松本まりかがナレーターを務めた。
マイナーチェンジを経て長らく放送されてきたが、2009年9月3日から4週にわたった『最初で最後の大総集編スペシャル!〰10年間ありがとうございました〰』が放送され、同年9月24日放送の回をもって11年間の歴史に幕を閉じた。総放送回数は573回だった。
制作はtvk東京支社(ノンクレジット扱い)とavex&EAST。製作著作はtvkとエイベックス・グループ。首都圏の独立UHF局（tvk、TOKYO MX、チバテレ、テレ玉）ではエイベックス一社単独の冠スポンサー（事実上の一社提供）で放送されたが、もともとローカルセールス枠だったため、地方局では必ずしもエイベックスが提供に付かず、別のスポットCMで放送されていた。代わりに他の企業のCMか、他の番組宣伝、時にはライバル会社のレコード会社による楽曲発売の宣伝まで放送されていた。

## 出演者

### MC
- ふかわりょう（5代目MC）
- 三船美佳（5代目MC）

### レギュラー出演アーティスト
- エイベックス所属アーティスト全般。
- 安室奈美恵
- DA PUMP
- 相川七瀬
- BoA
- day after tomorrow
- MISSION
- 浜崎あゆみ
- MAX
- TRF
- girl next door
- H.O.T.
- 天上智喜
- S.E.S.
- AAA
- V6
- タッキー&翼
- 倖田來未
- 東方神起
- HINOIチーム
- EXILE

### ナレーター
- 茂木淳一
- 松本まりか

### かつてのレギュラー
- m.c.A・T（初代MC）
- 大賀埜々（初代MC）
- 東京プリン（コーナー担当）
- 渋谷亜希（洋楽コーナー）
- セイン・カミュ（2代目MC、歌手としての活動では、ポニーキャニオンより、2枚のシングルをリリースした）
- motsu（3代目MC、 m.o.v.eメンバー）
- 小林由美子（ナレーション / Channel-aのキャラクター「aチャン」のCV）
- 宮川大輔（4代目MC）
- 大沢あかね（4代目MC（途中からレギュラー出演））
- 永井一郎（ナレーション）
- 細田羅夢（リポーター）
- 木内梨生奈（リポーター）

## コーナー
- feat.a（バラエティーコーナー）
- a's nude（密着ドキュメント）
- 街角フリ美人のa-news（新作紹介特集。街角で見つけた美女が振り返りながらVTRの振りを行う）
- ミュウモ人気着うたトラックスTOP20
- aの取調室
- aの極
- VIPルーム

他

## スタッフ（2006.7～最終回）
- 構成:ねだしんじ、野村正浩、森泉たつひで
- CAM:井出雅之
- 音効:土門典彰
- 編集:石井元啓、関創、杉山友宣
- 編集アシスタント:松尾智文、生駒良太、戸所ちひろ
- inferno:加藤才弘、有木優、熊倉春陽、内田公人
- MA:村田祐一
- 美術：雪入三廣
- 美術デザイン：中村嘉邦
- タイトルCG:WAW
- 技術協力:can、McRAY
- 美術協力:アックス、フジアール、タカツメディアサービス
- ディレクター:奥平素也、渡辺勝昭
- 演出:宮野敏一
- プロデューサー:佐久間大介、大西裕治
- 制作協力:avex&EAST
- 製作著作:avex group

## ネット局
| 放送対象地域   | 放送局                                     | 系列           | 備考 |
| -------------- | ------------------------------------------ | -------------- | --- |
| 神奈川県       | テレビ神奈川（tvk）                        | 独立UHF局      | 制作局 |
| 北海道         | 北海道テレビ放送（HTB）                    | テレビ朝日系列 | 開始当初は水曜深夜1時台の放送だったが、後に日曜深夜に移動。 ただし全米オープンゴルフなどの特番がある場合は放送曜日が変更になることがあった。 |
| 青森県         | 青森朝日放送（ABA）                        | テレビ朝日系列 | |
| 岩手県         | 岩手朝日テレビ（IAT）                      | テレビ朝日系列 | |
| 宮城県         | 東日本放送（KHB）                          | テレビ朝日系列 | |
| 秋田県         | 秋田放送（ABS）                            | 日本テレビ系列 | |
| 山形県         | テレビユー山形（TUY）                      | TBS系列        | |
| 福島県         | 福島放送（KFB）                            | テレビ朝日系列 | |
| 東京都         | 東京メトロポリタンテレビジョン（TOKYO MX） | 独立UHF局      | |
| 埼玉県         | テレビ埼玉（テレ玉、TVS）                  | 独立UHF局      | 19:00 - 20:00で放送されていた。 |
| 千葉県         | 千葉テレビ放送（チバテレビ、CTC）          | 独立UHF局      | |
| 栃木県         | とちぎテレビ（GYT）                        | 独立UHF局      | |
| 新潟県         | 新潟テレビ21（UX）                         | テレビ朝日系列 | 過去には新潟放送（BSN）（TBS系列）で放送していた。                                                                                           |
| 富山県         | 北日本放送（KNB）                          | 日本テレビ系列 | |
| 石川県         | 北陸朝日放送（HAB）                        | テレビ朝日系列 | |
| 長野県         | 信越放送（SBC）                            | TBS系列        | |
| 中京広域圏     | 名古屋テレビ放送（メ～テレ、NBN）          | テレビ朝日系列 | |
| 静岡県         | 静岡放送（SBS）                            | TBS系列        | |
| 近畿広域圏     | 毎日放送（MBS）                            | TBS系列        | 放送開始 - 1999年9月はサンテレビジョン（SUN）（兵庫県の独立UHF局）のみ放送していた。                                                         |
| 広島県         | 中国放送（RCC）                            | TBS系列        | |
| 山口県         | 山口朝日放送（yab）                        | テレビ朝日系列 | |
| 島根県・鳥取県 | 日本海テレビジョン放送（NKT）              | 日本テレビ系列 | |
| 岡山県・香川県 | 岡山放送（OHK）                            | フジテレビ系列 | |
| 愛媛県         | 愛媛朝日テレビ（eat）                      | テレビ朝日系列 | |
| 高知県         | テレビ高知（KUTV）                         | TBS系列        | |
| 福岡県         | TVQ九州放送（TVQ）                         | テレビ東京系列 | 過去には福岡放送（FBS）（日本テレビ系列）で放送していた。                                                                                    |
| 長崎県         | 長崎放送（NBC）                            | TBS系列        | |
| 大分県         | 大分朝日放送（OAB）                        | テレビ朝日系列 | |
| 熊本県         | 熊本朝日放送（KAB）                        | テレビ朝日系列 | |
| 鹿児島県       | 鹿児島テレビ放送（KTS）                    | フジテレビ系列 | 2006年9月までは鹿児島放送（テレビ朝日系列）で放送していた。                                                                                  |
| 沖縄県         | 琉球放送（RBC）                            | TBS系列        | |

### 備考
- tvk及びTOKYO MXでは再放送あり。また制作局のtvkでは全日枠に放送されていた。
- 群馬県・茨城県・福井県・山梨県・徳島県・佐賀県・宮崎県では（中でも茨城県には関東地区で唯一独立テレビ局が無い）1度もこの番組を放送されなかった。ただし、ケーブルテレビなどを利用して近隣のネット局を受信して見ることが出来たり、通常のアンテナ受信で見ることが出来る地域もあった。
- 放送開始後数年間は、上記の視聴出来ない地域でもインターネットに繋がっていればavexnetにて視聴することが出来た。また2002年に開始したavexnetTVでのストリーミング放送を視聴することが可能だったが、その後これらの方法での視聴は出来なくなった。